# Colostygia jemeza
Colostygia jemeza är en fjärilsart som beskrevs av Butler 1878. Colostygia jemeza ingår i släktet Colostygia och familjen mätare. Inga underarter finns listade i Catalogue of Life.